# Alquilhalidasa
Una alquilhalidasa (EC 3.8.1.1) es una enzima que cataliza la siguiente reacción química:
bromoclorometano + H
2O {\displaystyle \rightleftharpoons } formaldehído + bromuro + cloruro
Por lo tanto los dos sustratos de esta enzima son el bromoclorometano y agua, mientras que sus productos son el bromuro y el cloruro.
La enzima pertenece a la familia de las hidrolasas, específicamente a aquellas que actúan sobre enlaces carbono-halógeno. El nombre sistemático de esta enzima es alquil haluro halidohidrolasa, aunque a veces se la llama también halogenasa, haloalcano halidohidrolasa, y haloalcano deshalogenasa. 